# Стилідієві
Стилідієві (Stylidiaceae) — родина рослин порядку айстроцвіті.

## Будова

Рух колонки Stylidium debile

Стилідієві — багаторічні або однорічні трави, іноді схожі на мохи, а деякі — на товстолисті і ломикаменеві або рідше невеликі чагарники. Види роду філлахна утворюють низькі щільні подушки, пристосовані до високогірного або субантарктичного клімату. Новозеландський ореостілідіум випускає тонкі столони або кореневища. За даними Ш. Карлквіста (1963), у стилідіума лиственицелистого (S. laricii'olium) спостерігається слабко виражений аномальний вторинний ріст (задерев'яніння стебел). Листя чергові, маленькі, цілісні, здебільшого вузькі, схожі на листя злаків, стеблові або частіше в прикореневих розетках. Рослини часто з залозистими волосками. У деяких видів стилідіума міститься інулін. Молочні судини відсутні. Квітки у верхівкових або бокоцвітних суцвіттях, рідко поодинокі (філлахна), зигоморфні або іноді майже актиноморфні (форстера), двостатеві або одностатеві (філлахна). Чашечка 5-7 (9) — лопатева, часто покрита клейкими залозистими волосками; лопаті вільні або чашечка зрощена, проте, помітно, що складається з двух пелюсток. Віночок 5-лопатевий, лопаті здебільшого нерівні, і сама нижня з них утворює губу; у роду Левенгукія губа має форму домашньої туфлі, яка спочатку охоплює колонку, але при дотику відскакує вниз. Тичинок 2, рідко 3, повністю зрощених із стовпчиком, утворюючи колонку або гіностемій. У видів стилідіум колонка в нижній своїй частині відрізняється подразливістю і рухливістю; в нормальному положенні колонка нахилена вперед, при дотику відскакує назад, після чого повертається у вихідне положення. Пильовики екстрозні. Гінецей з 2 плодолистків, іноді псевдомономірний; рильце 2-лопатеве, розташоване вище пиляків; зав'язь нижня 2-гніздова або частково або повністю 1-гніздова, звичайно з численними насіннєзачатками. Плід зазвичай коробочка; у форстери 1-гніздова коробочка відкривається на верхівці, а у філлахни — не розкривається або неправильно розкривається. Насіння зазвичай дуже дрібні, з тонкою шкіркою, дуже маленьким зародком і рясним м'ясистим ендоспермом.
Ймовірно, всі стилідієві — комахозапилювані рослини. Для них характерна протандрія — більш раннє порівняно з приймочками маточок достигання пиляків у двостатевих квіток. Є одним з пристосувань до перехресного запилення. Але подача пилку відбувається у стилідієвих інакше, ніж у всіх інших представників порядку. Пилок подається комахі прямо з пиляків. В цьому відношенні стилідієві більш примітивні, ніж всі інші члени порядку. На стовпчику немає волосків, що знімають пилок з пиляків, які розкрилися. Найважливішими запилювачами стилідіевих є бджоли. Збудливість колонки, її тригерна поведінка сприяють перехресному запиленню. Але якщо комахи не запускають у хід цей критичний механізм, то настає самозапилення. У деяких видів стилідіума наявність колінчасто-зігнутої колонки є спеціальним пристосуванням, що забезпечує самозапилення.
Дуже дрібне насіння більшості стилідієвих поширюються вітром, а у болотних видів також птахами. Завдяки цьому деякі стілідіуми могли поширитися дуже далеко і досягти навіть Шрі-Ланки і Сіккіму.
До стилідієвих дуже близьким та іноді об'єднують із ним маленьку родину донатієвих, що складається з 1 роду донатія (Donatia) і 2 видів, один з яких мешкає в Тасманії і Нової Зеландії, а інший — в голантарктичній Південній Америці (Вогняна Земля). Від стилідієвих вони відрізняються головним чином тим, що вільні між собою тичинки в нижній частині коротко приросли до основи стовпчика і не утворюють таким чином колонки.

### Комахоїдність
Деякі дослідження відносять види стилієвих (Stylidium debiles) до комахоїдних або прото-комахоїдних рослин, оскільки вони навчилися ловити комах, а у липкій рідині на волосинках знайдені ензими, що можуть їх розкладати.

## Поширення та середовище існування
У родині стілідієві 5 родів і близько 160 видів, поширених головним чином в позатропічних областях Австралії, а також в Тасманії, Новій Зеландії, Новій Гвінеї, Південній і Південно-Східній Азії і голантарктичній Південній Америці (Вогняна Земля). З п'яти родів в Австралії (разом з Тасманією) відсутній тільки монотипний рід ореостілідіум (Oreostylidium), ендемічний для Нової Зеландії. Ширше всіх поширений найбільший у родині рід стилідіум (Stylidium), що містить близько 140 видів, з яких близько 8 видів зустрічається поза Австралії (Шрі-Ланка, Сіккім, гори Кхасі. Бенгалія, Бірма, Південний Китай, Індокитай, Малезія). У роді Левенгукія (Levenhookia) 10 видів, ендемічних для Південної Австралії. Але особливо цікаво географічне поширення роду філлахна (Phyllachne, 4 види), що має розірваний ареал. По одному виду філлахни зустрічаються в Тасманії і на Вогненної Землі, а інші види зростають у Новій Зеландії. Розірваний ареал має також рід форстера (Forstera, 5 видів).
Стилідієві зростають в самих різних місцях проживання — від морських узбереж до високогір'я. Деякі з них обирають вологі місця, включаючи болота і рисові поля; інші, навпаки, ростуть у відносно сухих місцях, включаючи прибережні піщані простори з рослинністю типу савани.

## Галерея

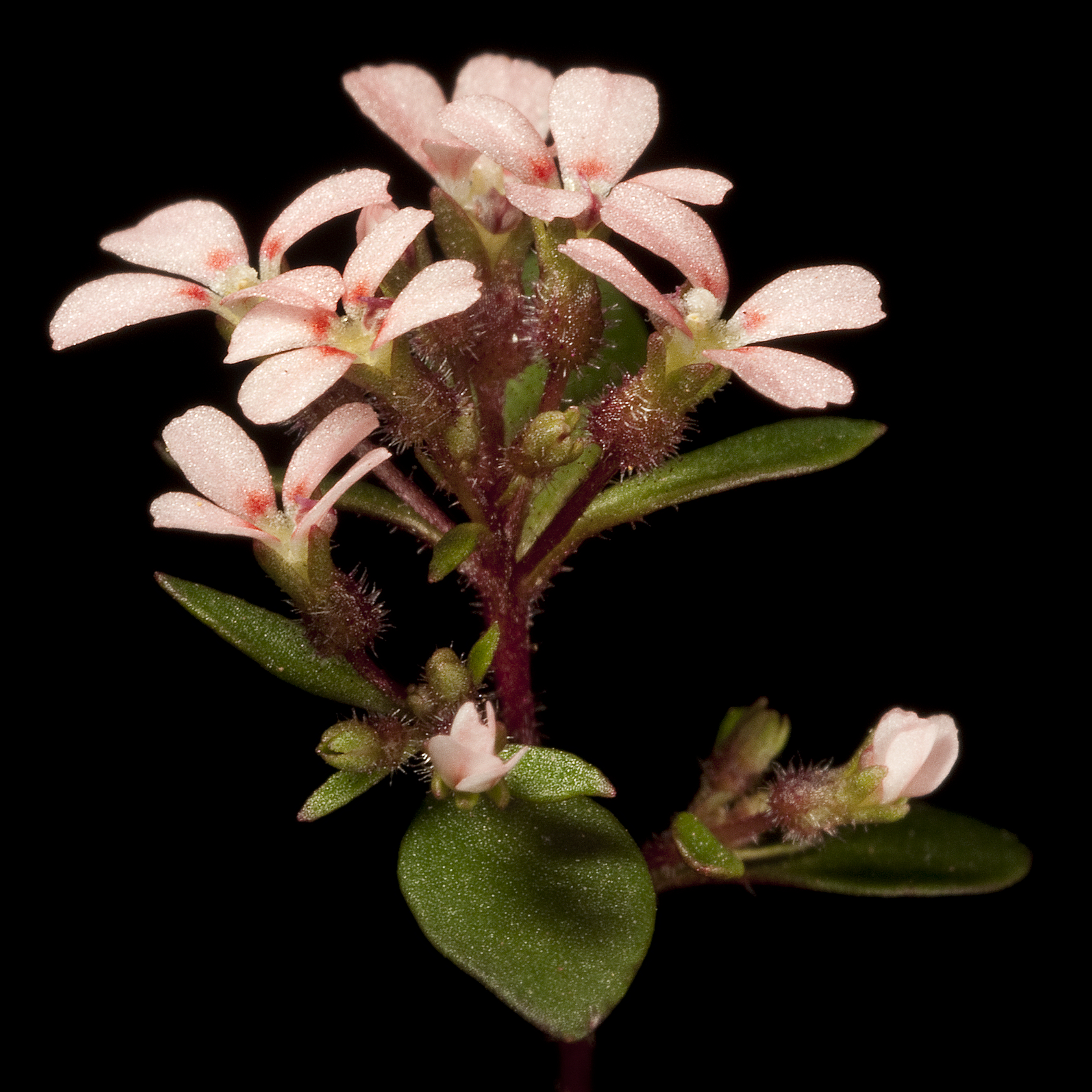
Levenhookia murfetii
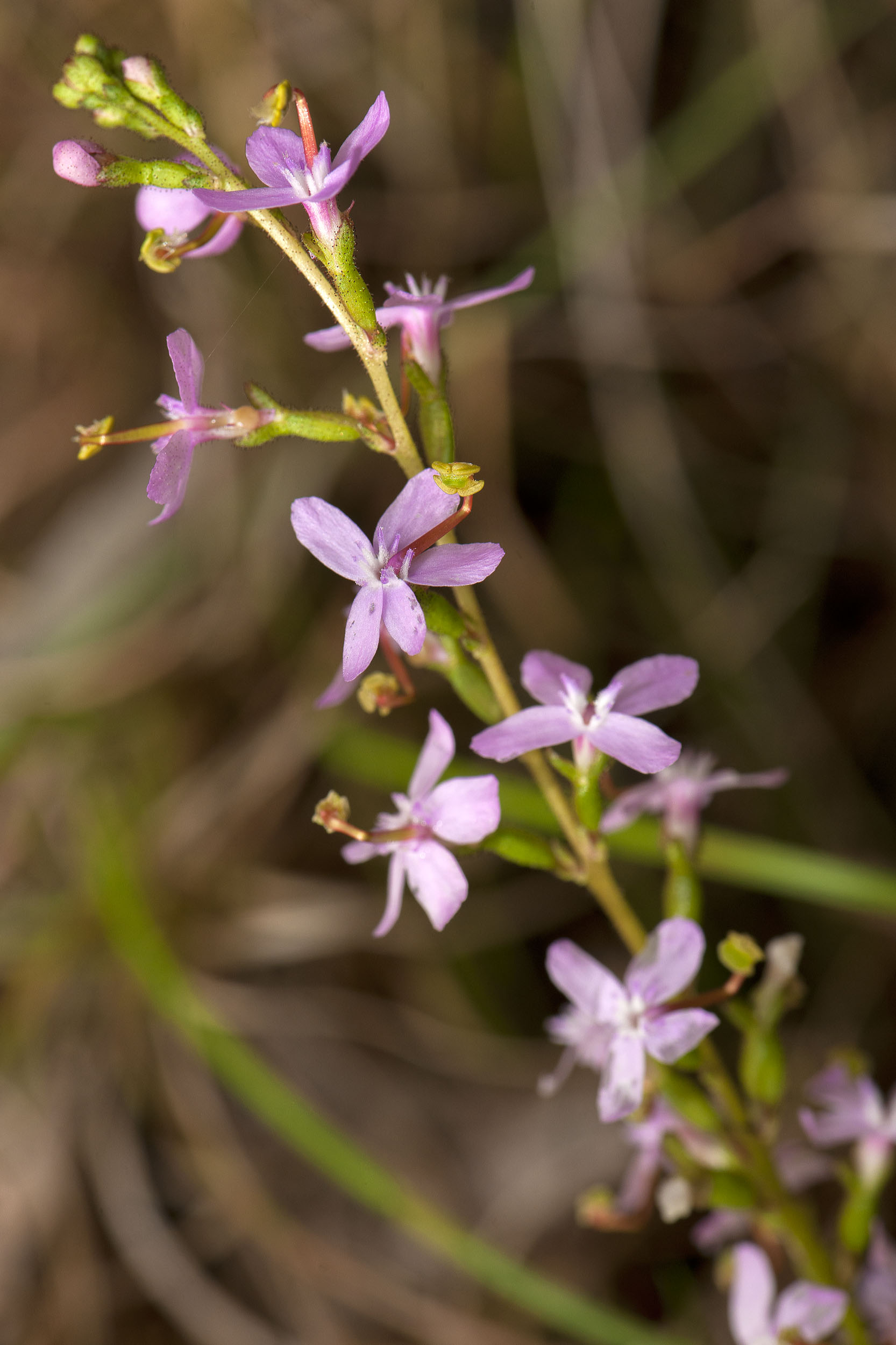
Stylidium graminifolium
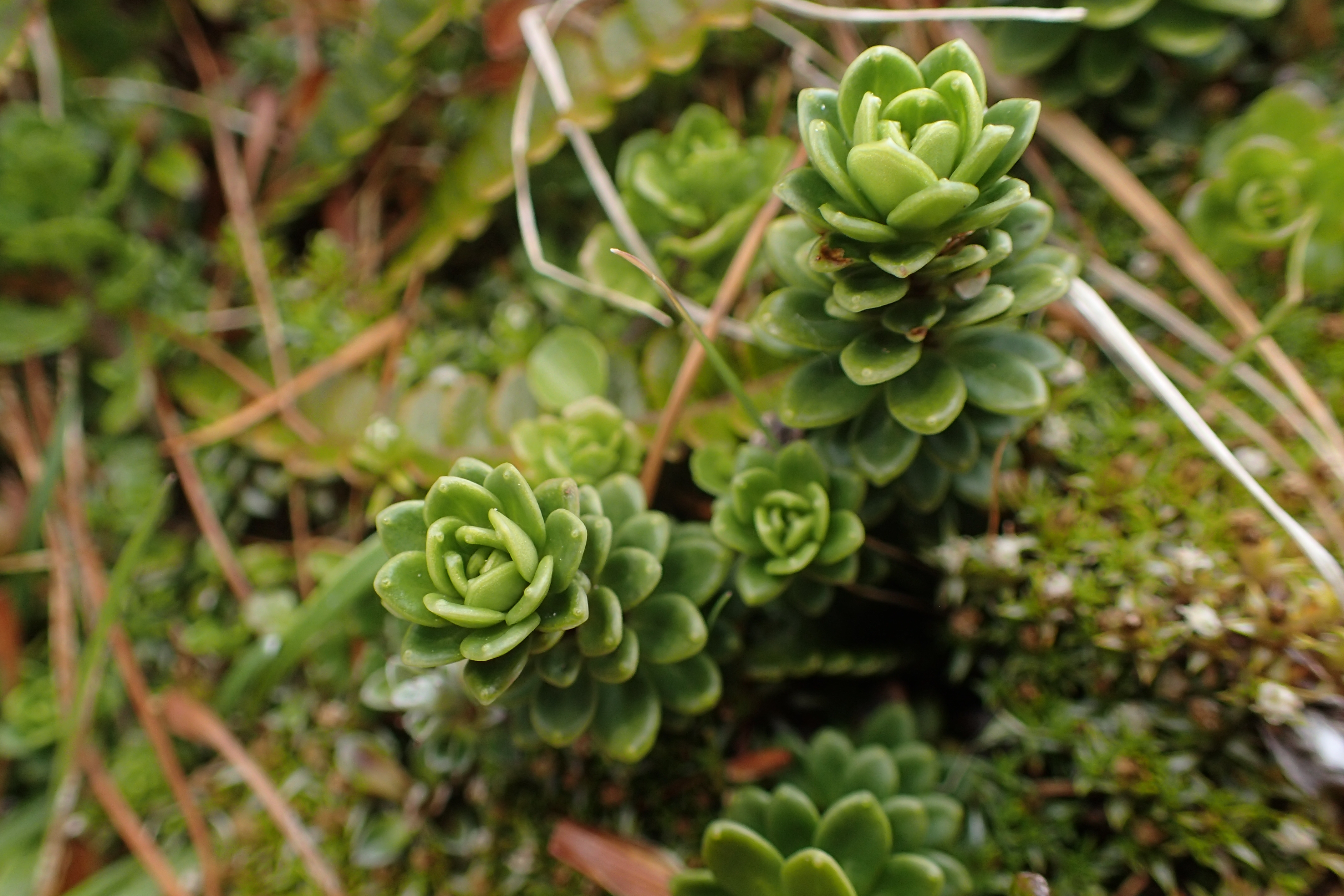
Forstera tenella
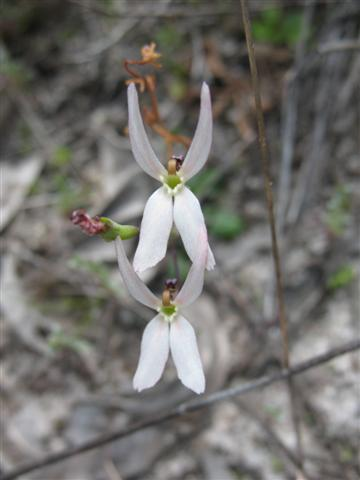
Stylidium petiolare